# Geleh Sūr
Geleh Sūr (persiska: گِلِه سور, Gelah Sūr, Galehsūr, گله سور, گلهسور) är en ort i Iran.   Den ligger i provinsen Kurdistan, i den nordvästra delen av landet, 400 km väster om huvudstaden Teheran. Geleh Sūr ligger 1 826 meter över havet och antalet invånare är 250.
Terrängen runt Geleh Sūr är huvudsakligen lite kuperad. Geleh Sūr ligger nere i en dal.Runt Geleh Sūr är det ganska glesbefolkat, med 28 invånare per kvadratkilometer. Närmaste större samhälle är Golāneh, 9,2 km sydost om Geleh Sūr. Trakten runt Geleh Sūr består i huvudsak av gräsmarker.